# Feuerkäfer (1975)
Feuerkäfer (Originaltitel: Bug) ist ein US-amerikanischer Horrorfilm von Jeannot Szwarc aus dem Jahr 1975 und basiert auf dem Roman The Hephaestus Plague von Thomas Page. Es war der letzte Film, an dem William Castle vor seinem Tod im Jahr 1977 beteiligt war.

## Handlung
Ein Erdbeben in der Nähe der kalifornischen Kleinstadt Riverside setzt eine Reihe mutierter Kakerlaken (gepanzerte Käfer) frei, die sich von Asche ernähren und Feuer erzeugen können, indem sie ihre Cerci aneinander reiben. Die meisten der aus Erdspalten herausgekrabbelten Käfer sterben, weil sie den niedrigen Luftdruck auf der Erdoberfläche nicht überleben können. Der von den Käfern begeisterte Wissenschaftler James Parmiter hält die überlebenden Käfer in einer Druckkammer am Leben. Er züchtet die mutierte Kakerlake erfolgreich und so werden sie bedrohlicher. Die aus einer Kreuzung mit einer Küchenschabenart entstandenen Feuerkäfer sind jetzt intelligenter und können fliegen. Diese befallen das Haus des Wissenschaftlers und setzten es in Brand und der ebenfalls vom Feuer erfasste Parmiter stürzt sich in eine nahe gelegene Erdspalte, wohinein ihm die Käfer fliegend folgen. Danach schließt sich die Spalte durch ein weiteres Erdbeben.

## Synchronisation
| Rolle                | Schauspieler/in     | Synchronsprecher/in   |
| -------------------- | ------------------- | --------------------- |
| Gerald Metbaum       | Richard Gilliland   | Joachim Tennstedt     |
| Henry Tacker         | Frederic Downs      | Franz Nicklisch       |
| Mark Ross            | Alan Fudge          | Hans-Werner Bussinger |
| Norma Tacker         | Jamie Smith-Jackson | Cornelia Meinhardt    |
| Prof. James Parmiter | Bradford Dillman    | Randolf Kronberg      |
| Reverend Kern        | James Greene        | Eric Vaessen          |

## Produktion
Die Wohnzimmer- und Küchensets aus Drei Mädchen und drei Jungen wurden in diesem Film wiederverwendet. Das Wohnzimmerset wurde etwas umgestellt, um eine kleinere Grundfläche zu schaffen. Abgesehen von einer Lackierung war die Küchengarnitur ansonsten unverändert. Für die Spezialeffekte waren Phil Cory und Walter Dion zuständig, die Insektenaufnahmen machte Ken Middleham.

## Rezeption
- Lexikon des internationalen Films: „Weitgehend spannender Horrorfilm mit interessanten Trickaufnahmen.“[4]